# 假婆婆纳属
假婆婆纳属（学名：Stimpsonia）是报春花科下的一个属，为一年生、矮小草本植物。
属名Stimpsonia源于人名Stimpson。

## 物種
根據世界植物在線，假婆婆納屬下有兩個物種：
- 假婆婆納 Stimpsonia chamaedryoides C.Wright ex A.Gray
- 南嶺假婆婆納 Stimpsonia nanlingensis G.H.Huang & G.Hao